# Allochrocebus preussi
Мавпа Прейса ( Allochrocebus preussi ), також відома як гвенон Прейса, є денним приматом, який живе наземно в гірських (до 2500 м) лісах східної Нігерії, західного Камеруну та на острові Біоко в Екваторіальній Гвінеї. Раніше вона була класифікована як підвид мавпи Л'Еста ( A. lhoesti ).
Мавпу Прейса в даний час класифікують як представника роду Allochrocebus.  Раніше він вважався представником роду Cercopithecus. 
Дієта мавпи Прейса складається в основному з фруктів, листя та комах, хоча цей вид час від часу робить набіги на людські посіви. Примат переважно темного кольору з білим підборіддям, у дорослих самців мошонка синього кольору. Мавпи Прейса важать до 10 кг Групи складаються з одного дорослого самця та кількох самиць і підлітків, у середньому біля 17  особин у зграї. Самки народжують одне дитинча приблизно раз на три роки. Молодь дозріває в 4 роки. Живе в середньому 31 рік.

## Підвиди
Існує два підвиди мавпи Прейса:
- Камерунська мавпа Прейса, Cercopithecus preussi preussi
- Мавпа Прейса острова Біоко, Cercopithecus preussi insularis

Головна помітна відмінність між підвидами: у мавпи Прейса острова Біоко помітно коротший хвіст.

## Статус популяції та охорона
Мавпа Прейса є зникаючим видом через втрату середовища існування та полювання. Відомо, що мавпа Прейса утримується в неволі в Центрі освіти, реабілітації та збереження приматів і природи (CERCOPAN) у штаті Кросс-Рівер, Нігерія, і Центрі дикої природи Лімбе в Лімбе, у Камеруні.
Найбільша популяція проживає у національному парку Коруп в Камеруні. Станом на 2021 рік, чисельність виду у парку оцінювалась у 3000-4000 тис. особин. Але слід зазначити, що це ймовірно абсолютна більшість всіх мавп Прейса, що залишилися у природі.
За оцінками 2016 року, на Біоко залишилося менше 600 цих тварин, а їх популяція зазнала зниження приблизно на 60% між 1986 і 2016 роками.